# Carbeas
Carbeas (em grego: Καρβέας/Καρβαίας; romaniz.: Karbéas/Karbaías; m. 863) foi um líder pauliciano que, após os programas antipaulicianos, abandonou seu serviço do exército bizantino e fugiu para os árabes. Com a ajuda do emir de Melitene, Ambros (Umar al-Aqta), fundou o Principado Pauliciano de Tefrique, que ele governou até sua morte em 863. Durante este período, ele participou junto de Ambros em vários raides contra o Império Bizantino.

## Biografia

Mapa da Anatólia bizantina e a fronteira árabe-bizantina em meados do século IX

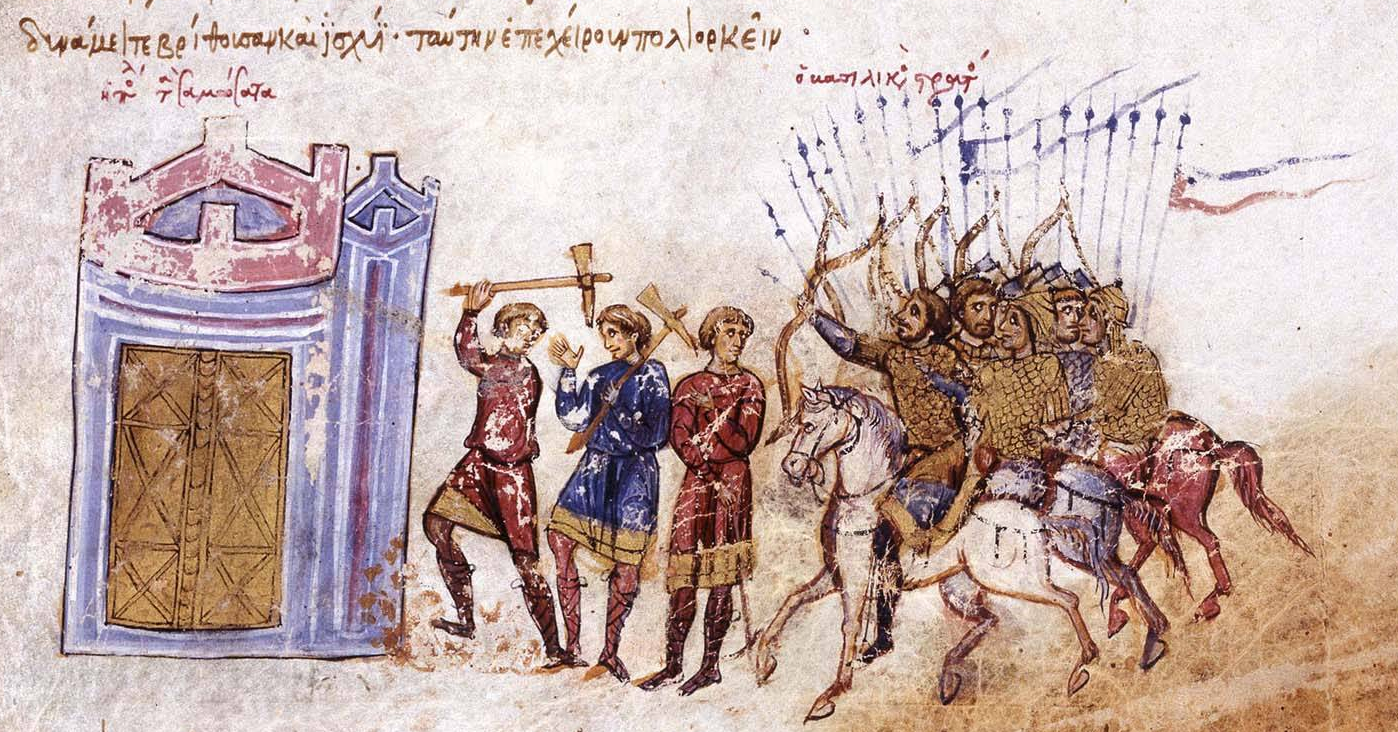
Ataque bizantina de Samósata em 859, do Escilitzes de Madri

Carbeas era um protomandador (oficial sênior) a serviço de Teódoto Melisseno, o estratego do Tema Anatólico. Nas primeiras décadas do século IX, os paulicianos estavam bem estabelecidos como uma comunidade numerosa e belicosa através da Ásia Menor, mas foram vistos como heréticos pelo Estado Bizantino  e, por isso, eram perseguidos de forma intermitente. Sob a liderança de seu líder espiritual e militar, Sérgio Tíquico, se revoltaram várias vezes contra o império a partir de seus diversos redutos anatólios, colaborando às vezes com os árabes.
Como resultado, a imperatriz regente bizantina Teodora iniciou uma enorme perseguição por todo o império contra os paulicianos em 843, onde supostamente 100 mil paulicianos foram mortos. Com cerca de 5 000 seguidores, Carbeas fugiu para o emirado árabe de Melitene. Porém, é possível que Carbeas e seus correligionários já tivessem fugido para os árabes durante o reinado do marido de Teodora, o imperador Teófilo (r. 829–842).
Com o auxílio do emir de Melitene, Ambros, Carbeas fundou um Estado pauliciano independente centrado em Tefrique, no Alto Eufrates, que também incluía as recém-fundadas cidades de Amara e Argau. De lá, participou regularmente dos raides (razias) dos emirados árabes na fronteira na Anatólia bizantina. Segundo o patriarca de Constantinopla Fócio, Carbeas era apenas o líder militar da comunidade pauliciana, pois nenhum sucessor de Sérgio como líder espiritual fora nomeado. De fato, Fócio relata que embora capaz e dotado de discurso persuasivo, Carbeas era totalmente sem escrúpulos morais, e lutou menos por sua fé, em vez de glória.
Segundo uma versão do martírio dos 42 mártires de Amório, em 845 ele estava em Samarra, capital do Califado Abássida, com vários de seus homens. Em 859, junto com Omar, marcou um grande sucesso ao repelir um ataque bizantino contra Samósata, liderado pelo imperador Miguel III, o Ébrio (r. 842–867) e seu tio Bardas, tomando muitos cativos, alguns dos quais conseguiu persuadir a juntarem-se a sua causa. Ele morreu em 863, ou de causas naturais ou nas mãos dos bizantinos na Batalha de Lalacão, e foi sucedido por seu sobrinho, Crisóquero.

## Impacto cultural
Carbeas tem sido sugerido como a inspiração por trás de Caroes (Καρώης), o tio muçulmano do pai de Digenis Acritas, o herói epônimo da mais famosa das canções acríticas. Similarmente, Crisóquero seria o avô de Digenes, Crisóqueres (Chrysocheres). De acordo com o relato do século X de Almaçudi (Os Prados de Ouro, VIII, 74-75), ele estava entre os muçulmanos ilustres cujos retratos estavam em exposição nas igrejas bizantinas em reconhecimento por seu valor. Além disso, Marius Canard sugere-o como um arquétipo de Yanis no precoce épico árabe abássida Delhemma.